# Circuito Permanente Del Jarama
Circuito Permanente Del Jarama je dirkališče, ki leži severno od španskega mesta Madrid. Med letoma 1968 in 1981 je gostilo dirko Formule 1 za Veliko nagrado Španije.

## Zmagovalci
Roza ozadje označuje dirke, ki niso štele za prvenstvo Formule 1.
| Sezona | Zmagovalec         | Moštvo            | Poročilo |
| ------ | ------------------ | ----------------- | -------- |
| 1981   | Gilles Villeneuve  | Ferrari           | Poročilo |
| 1980   | Alan Jones         | Williams-Cosworth | Poročilo |
| 1979   | Patrick Depailler  | Ligier-Ford       | Poročilo |
| 1978   | Mario Andretti     | Lotus-Ford        | Poročilo |
| 1977   | Mario Andretti     | Lotus-Ford        | Poročilo |
| 1976   | James Hunt         | McLaren-Ford      | Poročilo |
| 1974   | Niki Lauda         | Ferrari           | Poročilo |
| 1972   | Emerson Fittipaldi | Lotus-Ford        | Poročilo |
| 1970   | Jackie Stewart     | March-Ford        | Poročilo |
| 1968   | Graham Hill        | Lotus-Ford        | Poročilo |
| 1967   | Jim Clark          | Lotus-Cosworth    | Poročilo |